# Battleground (2013)
Battleground — це пей-пер-в'ю (pay-per-view) від американського промоушену WWE, яке пройшло 6 жовтня 2013 року На Ейч-Бі-Сі-арені у Баффало, Нью-Йорк США. На шоу відбулося 8 матчів, чотири з яких за чемпіонські пояси.

## Предісторія
На Night of Champions (2013) Денієл Браян переміг Чемпіона WWE Ренді Ортона і став новим чемпіоном. На наступнім RAW Triple H забрав титул у Браяна, пояснюючи це тим, що рефері матчу — Скотт Армстронг дуже швидко відрахував утримання. 18 вересня на офіційному сайті WWE з'явилася інформація про те, що на Battleground Дєнієл Браян буде битись против Ренді Ортона за вакатний титул чемпіона WWE.
На Night of Champions Чемпіон світу в важкій вазі WWE Альберто Дель Ріо програв матч Робу Ван Даму по дискваліфікації, але зберіг свій титул. Через п'ять днів, на SmackDown призначили матч-реванш на Battleground, між Дель Ріо і Ван Дамом. Через тиждень на SmackDown, було оголошено, що цей матч буде по хардкорним правилам.
На Night of Champions СМ Панк програв Кертісу Акселю и Полу Хейману В Гандикап матчі на вибування без дискваліфікацій, після того, як Райбек напав на Панка и проломив ним стіл. На наступний день, на RAW, Хейман сказав, що Райбек — це його новий клієнт. На наступнім випуску RAW, генеральний менеджер цієї арени — Бред Меддокс назначив матч на Battleground, між СМ Панком и Райбеком.
На випуску RAW від 30 вересня, назначили три матчі на Battleground: матч за Чемпіонство Дів WWE, між чемпіонкою Ей Джей Лі і претенденткою — Брі Беллою; матч на Kickoff, між «Містером Гроші в Банку» Демієном Сендоу і Дольфом Зіглером і командний матч між Романом Рейнсом і Сетом Роллінсом проти Коді Роудса і Голдаста.
На Main Event від 2 жовтня назначили матч за Інтерконтинентальне чемпіонство WWE на Battleground, між чемпіоном Кертісом  Акселем и Ар-Трусом. Через два дні, на SmackDown, назначили ще один матч на PPV, між Кофі Кінгстоном и Бреєм Уаятом.

## Матчі
| №                                | Поєдинок | Тип поєдинку                                               | Час   |
| -------------------------------- | --- | ---------------------------------------------------------- | ----- |
| Kickoff                          | Дольф Зігглер переміг Демієна Сендоу                                                                                           | Одиночний матч                                             | 10:22 |
| 1                                | Альберто Дель Ріо (с) переміг Роба Ван Дама (з Рікардо Родрігесом)                                                             | Хардкорний матч за титул Чемпіона світу в важкій вазі WWE  | 17:08 |
| 2                                | Реальні Американці (Джек Свагер і Антоніо Сезаро) (з Зебом Колтером) перемогли Сантіно Мареллу и Великого Калі (з Хорнсвоглом) | Командний матч                                             | 07:11 |
| 3                                | Кертіс Аксель (с) (с Полом Хейманом) переміг Ар-Труса                                                                          | Одиночний матч за титул Інтерконтинентального чемпіона WWE | 07:36 |
| 4                                | Ей Джей Лі (с) (з Таміною) перемогла Бри Беллу (з Ніккі Беллою)                                                                | Одиночній матч за титул Чемпіонки Дів WWE                  | 06:37 |
| 5                                | Голдаст и Коді Роудс перемогли Романа Рейнса и Сета Роллінса (з Діном Емброусом                                                | Командний матч з кар'єрами Роудсів на кону                 | 13:54 |
| 6                                | Брей Уайатт (з Еріком Роуеном и Люком Харпером) переміг Кофі Кінгстона                                                         | Одиночний матч                                             | 08:27 |
| 7                                | СМ Панк переміг Райбека (з Полом Хейманом)                                                                                     | Одиночний матч                                             | 14:47 |
| 8                                | Матч Ренді Ортона проти Денієла Браяна закінчився без результата                                                               | Одиночний матч за вантний титул Чемпіона WWE               | 25:00 |
| (c) – чемпіон на момент поєдинку | |                                                            |       |